# Zeeburgerdorp

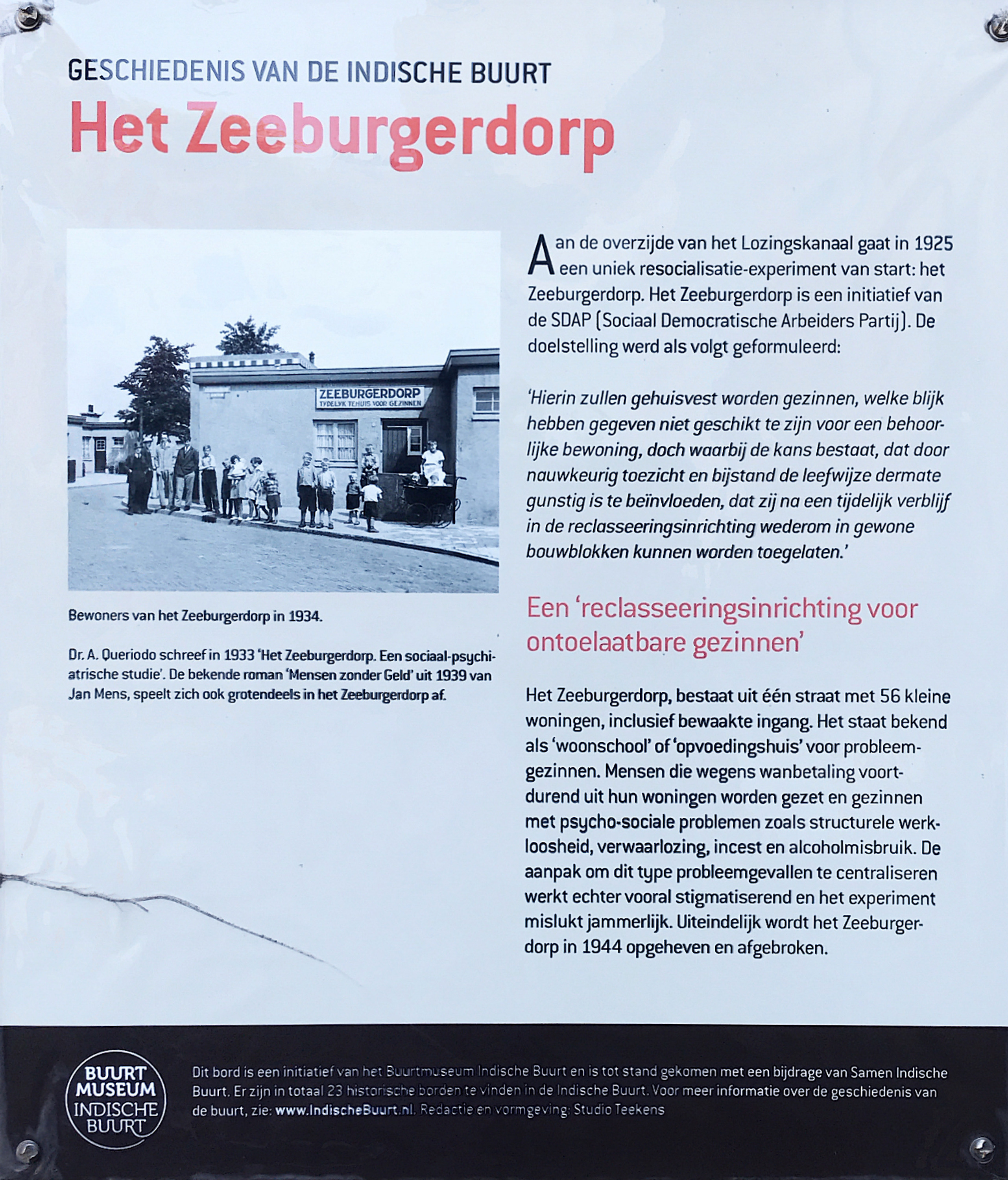
Plaquette Zeeburgerdorp, mei 2020

Het Zeeburgerdorp was een straat in Amsterdam-Oost.
Het dorp uit 1926 bestond uit een vijftigtal woningen aan het oostelijke eind van het Zeeburgerpad, met uitzicht op het Gemaal Zeeburg. De gemeente Amsterdam liet daar een dorp bouwen voor ontwrichte gezinnen, een zogenaamde woonschool. Deze gezinnen waren afkomstig uit (nog) armere delen van de stad, waarbij de mensen soms in kelderwoningen woonden. Die woningen en haar bewoners werden/waren aangetast door het vocht. Verbetering zat er niet in; veel van die woninkjes waren in handen van huisjesmelkers. Niet zelden was er sprake van een groot gezin, dat al dan niet werkend in armoede leefde. Als dan ook de kostwinner werkloos raakte werd de situatie niet meer te houden. De gemeente wilde daaraan wat doen en wilde sommige van die bewoners onderbrengen in nieuwbouw. Men vond echter dat de overgang te groot zou kunnen zijn, leidend tot nog meer ontwrichting. Daartoe bouwde ze Zeeburgerdorp. Gezinnen konden onder leiding van een opzichter op adem komen, voordat ze in een verbeterde woning of nieuwbouw gingen wonen. Bewoners werden onder het motto “Tijdelijk verblijf van gezinnen” ondergebracht. Ongeveer gelijktijdig werd Asterdorp geopend, eenzelfde project in Amsterdam-Noord.
De woningen werden opgetrokken uit beton en bestonden uit één bouwlaag. Er was een behangen huiskamer, een keuken en twee of drie slaapkamers met cement op het beton. Voor een douche moest men gebruik maken van badcellen, die waren geplaatst in het kantoor; ook voor de was doen moesten de bewoners hun deur uit. Een aantal mensen had het idee "buiten de stad" geplaatst te zijn in woningen die net zo vochtig waren als de plek waar ze vandaan kwamen. Toch wilde het merendeel niet terug. Na het bombardement van Rotterdam werden in leeggekomen huisjes wel Rotterdamse gezinnen ondergebracht, maar ook toen was de vocht een probleem (bij het stoken van kachels sloeg de vocht op de muren).
Rond 1933 bestudeerde de Amsterdamse psychiater dr. Arie Querido de woonschool. Hij zag in zijn ogen de bewoners in drie groepen uiteenvallen:
- de voorwaardelijk maatschappelijken: bijvoorbeeld een door armoede in de problemen gekomen gezin, dat wel proper is en de kinderen goed te eten geeft.
- de voorwaardelijk onmaatschappelijken: een groep waarbij dronkenschap, geestesziekte of debiliteit bij één of beide ouders vaak voorkomt. Verbetering is nog mogelijk. De problemen kunnen met steun, hulp en toezicht van anderen aangepakt worden.
- de onvoorwaardelijk onmaatschappelijken: de groep van de hopelozen, de onverbeterlijken: ze hebben geen enkel verantwoordelijkheidsgevoel en hun kinderen gaan niet naar school.

In zijn studie naar de maatschappelijke omstandigheden en geestelijke gesteldheid van de bewoners kwam Querido tot de conclusie dat erfelijke factoren geen rol hoefden te spelen bij de onmaatschappelijkheid van bewoners. Zijn mening stond lijnrecht tegen die van de toentertijd populaire eugenisten die als reden voor onmaatschappelijkheid erfelijke factoren aanwezen.
Op de grens van 1943 en 1944 werd het dorp door de bezetter ontruimd. De gezinnen werden ondergracht in Nieuwe Uilenburgerstraat en een school aan de Nieuwe Batavierstraat. Zij konden woningen betrekken die deels door het wegvoeren van Joden vrij waren gekomen. In 1944 werd het afgebroken.
Tot in de jaren tachtig waren de meningen verdeeld over het verblijf in het dorp; de een vond het verschrikkelijk, de ander had er een goede jeugd.
Zeeburgerdorp werd rond 1990 nog een geuzennaam. De gemeente wilde de Panamalaan doortrekken middels twee bruggen; daartegen werd onder de naam Zeeburgerdorp geprotesteerd; de bruggen kwam er toch; dit dorp lag juist aan het westelijk eind van het Zeeburgerpad. Een plaquette op de John Rädeckerbrug, ook aangelegd in 1991 herinnert nog aan het straatje.